# Eastcote (stanice metra v Londýně)
Eastcote je stanice metra v Londýně, otevřená roku 1906. V letech 1910-1933 se stanice nacházela na District Line. Nachází se na dvou linkách:
- Piccadilly Line a Metropolitan Line (mezi stanicemi Ruislip Manor a Rayners Lane)

| Rok  | Počet cestujících |
| ---- | ----------------- |
| 2011 | 2,43 mil          |
| 2012 | 2,52 mil          |
| 2013 | 2,63 mil          |
| 2014 | 2,73 mil          |